# Cinnyris rufipennis
Cinnyris rufipennis (лат.) — вид воробьинообразных птиц из семейства нектарницевых. Эндемик Танзании. Естественной средой обитания вида являются субтропические и тропические влажные горные леса. Опасность для популяции этих птиц представляет утрата мест обитания.

## Описание
Длина тела 12 см. Вес самца 10 г, самка легче.

## Биология
Питаются нектаром, возможно также и насекомыми.
МСОП присвоил виду охранный статус VU.